# Quartier Gaillon

Die Stadtviertel im 2. Arrondissement

Das Quartier Gaillon im 2. Arrondissement ist das fünfte der 80 Quartiers (Stadtviertel) von Paris.

## Lage
Das Quartier liegt am Rand des 2. Arrondissement und hat die Form eines Dreiecks. Die westliche Spitze bilden die Boulevards des Capucines und des Italiens mit den Straßen Rue des Capucines, Rue Danielle Casanova, Rue des Petits Champs. Die „Basis“ formen die Straßen Rue Sainte-Anne und Rue de Gramont. Durch die Mitte verläuft allerdings die „wichtigste“ Avenue de l’Opéra, denn sie führt zur Opéra.

## Namensursprung
Nach einem Ondit soll das Viertel nach dem Goldschmied Euverte Le Gaillon benannt worden sein.